# Wacky Races (videojuego de Atlus)
Wacky Races (チキチキマシン猛レース- Chiki Chiki Machine Mou Race?) es un videojuego de plataformas desarrollado y publicado por Atlus en 1991 para la NES, inspirado en la serie Los autos locos, y protagonizado por Pierre Nodoyuna y Patán.
Un juego de Amiga y Atari ST con el mismo nombre fue lanzado anteriormente ese año, y posteriormente se lanzó un juego de carreras del mismo nombre en el año 2000.

## Jugabilidad
El jugador controla a Patán través de tres áreas diferentes (Hip Hop, Splish Splash y Go Go America) que se pueden seleccionar desde una pantalla de mapa, y las tres deben completarse para llegar al final del juego. Las dos primeras áreas tienen tres escenarios cada una, mientras que Go Go America tiene cuatro. El jugador puede saltar e inicialmente usar un ataque de mordida de corto alcance, pero al recolectar huesos, el jugador puede intercambiarlos de una manera que recuerda a la serie Gradius por un ataque con bomba, un "ladrido" volador, la capacidad de deslizarse con Patán, y salud extra. Cada una de las diez etapas termina en una batalla de jefes contra uno de los otros diez corredores de la franquicia. Derrotar a uno despejará la etapa actual y derrotar a los tres o cuatro en esa área permitirá la progresión a la siguiente área.
El juego presenta una interpretación del tema musical del doblaje japonés de la serie de televisión como música de la pantalla de título. 